# 住楽街ッチング
住楽街ッチング（じゅうらくがいっちんぐ）は、2001年4月7日から同年9月29日までテレビ東京で放送されていた番組である。放送時間は毎週土曜 9:00 - 9:30 。

## 概要
毎回首都圏の街の特徴を表題をつけて紹介する番組であった。「住む」という観点を重視した番組構成をしていた。

## 出演者
- 笹峰愛
- 森本智子
- はつみちかこ
- 西村美保
- 青木直子

## 放送リスト
|    | 放送日  | 内容                                               |
| -- | ------- | -------------------------------------------------- |
| 1  | 4月07日 | 「文豪の面影を求めて」～神楽坂探訪                 |
| 2  | 4月14日 | 「雑貨があふれる街」～自由が丘                     |
| 3  | 4月21日 | 「花に彩られたゆとりある街」～たまプラーザ         |
| 4  | 5月05日 | 「懐かしい東京が残る街」～谷中                     |
| 5  | 5月12日 | 「女性が優雅に暮らす街」～白金                     |
| 6  | 5月19日 | 「下駄で歩く祭りの街」～浅草                       |
| 7  | 5月26日 | 「憩いの庭がある街」～国立                         |
| 8  | 6月02日 | 「展望と交流を楽しむ街」～佃                       |
| 9  | 6月09日 | 「感性を刺激する街」～吉祥寺                       |
| 10 | 6月16日 | 「自然が豊かな子育ての街」～松戸                   |
| 11 | 6月23日 | 「海と緑がハーモニーを奏でる街」～横浜・金沢区     |
| 12 | 6月30日 | 「散歩の途中で新しい発見がある街」～中目黒         |
| 13 | 7月07日 | 「世代を越えて楽しめる街」～日本橋                 |
| 14 | 7月14日 | 「リゾート気分と旬の味を楽しむ」～横須賀           |
| 15 | 7月21日 | 「住む人にやさしい街」～東京・銀座                 |
| 16 | 7月28日 | 「暮らしが息づく庶民的な街」～十条                 |
| 17 | 8月04日 | 「生活にゆとりが持てる街」～笹塚                   |
| 18 | 8月11日 | 「海が文化をつくる街」～茅ヶ崎                     |
| 19 | 8月18日 | 「クリエイティブな感性を刺激する街」～東京・西荻窪 |
| 20 | 8月25日 | 「“のどかさ”を感じさせる都会」～東京・西新宿       |
| 21 | 9月01日 | 「心配りを大切にする街」～東京・小岩               |
| 22 | 9月08日 | 「センスの良いハイカラな街」～東京・代官山         |
| 23 | 9月15日 | 「世代を越えて快適に暮らせる街」～東京・小石川     |
| 24 | 9月22日 | 「学生感覚で暮らしを楽しめる街」～東京・高円寺     |
| 25 | 9月29日 | 「暮らしに新しい息吹を与える街」～三軒茶屋         |